# 摂津南インターチェンジ
摂津南インターチェンジ（せっつみなみインターチェンジ）は、大阪府摂津市の、近畿自動車道上にあるインターチェンジ。ハーフインターチェンジと呼ばれるもので、吹田方面の入口と吹田方面からの出口しかない。吹田方面から来た場合最初の出口であり、摂津市及び守口市への最寄りインターチェンジである。
松原方面には摂津北ICまたは大東鶴見ICを利用することになる。

## 道路
- E26 近畿自動車道（2番）

## 接続する道路
- 大阪府道2号大阪中央環状線
- 大阪府道2号大阪中央環状線鳥飼大橋を経て国道1号（寝屋川バイパス）

## 料金所

### 入口
- ブース数：2
  - ETC専用：1
  - 一般：1

（均一料金区間のため、出口に料金所はない。）

## 歴史
- 1970年3月1日 : 開通

## 周辺
- 淀川河川公園
- 摂津市立味生小学校
- カネカ大阪工場
- ダイキン工業淀川製作所
- 新幹線鳥飼車両基地
- 大阪モノレール線南摂津駅
- アトリウム南摂津

## 隣
E26 近畿自動車道
(1) 摂津北IC - (2) 摂津南IC - (2-1) 守口JCT